# Powodzie i lawiny błotne w Brazylii (2011)
Powodzie i lawiny błotne w Brazylii (2011) – klęska żywiołowa, która dotknęła brazylijski stan Rio de Janeiro w styczniu 2011. Powódź oraz związane z nią masowe lawiny błotne i osunięcia gruntów spowodowały śmierć co najmniej 916 osób. Jest to najtragiczniejszy kataklizm w historii Brazylii.
Kataklizm rozpoczął się 11 stycznia. Największe zniszczenia wystąpiły w miastach Teresópolis, Nova Friburgo, Petrópolis i Sumidouro, gdzie lawiny błotne zasypały dużą część tamtejszych faweli. Zwały błota zmiotły z powierzchni ziemi całe dzielnice tych miast, pozbawiając dachu nad głową tysiące ludzi.
Prezydent Brazylii Dilma Rousseff zatwierdziła w fundusz pomocowy - 780 milionów R$ (466,2 milionów dol.).
W Brazylii 15 stycznia ogłoszono trzydniową żałobę narodową. W stanie Rio Janeiro żałoba trwała siedem dni.